# ろ
ろ або ロ (/ro/; МФА: [ɺo] • [ɺo̜ ̞] або [ɾo] • [ɾo̜ ̞]; укр. ро) — склад в японській мові, один зі знаків японської силабічної абетки кана. Становить 1 мору. Розміщується у комірці 5-го рядка 9-го стовпчика таблиці ґодзюон.

## Короткі відомості

### Опис
Фонема сучасної японської мови. Складається з одного приголосного звука та одного огубленого голосного заднього ряду високо-середнього піднесення /o/ (お).
| Ясенний боковий одноударний: |  | /r/ → | ろ | [ɺo] | (на початку слова наближається до [do]) |

### Порядок
Місце у системах порядку запису кани:
- Порядок ґодзюону: 43. Якщо враховувати знаки рядків い і え стовпчика や, то 45.
- Порядок іроха: 2. Між い і は.

### Абетки
- Хіраґана: ろ

Походить від скорописного написання ієрогліфа 呂 (ро, хребет).
- Катакана: ロ

Походить від скорописного написання верхньої частини ієрогліфа 呂 (ро, хребет).
- Манйоґана: 路 • 漏 • 呂 • 侶

### Транслітерації
- Кирилиця:
Система Поліванова: РО (ро).
Альтернативні системи: РО (ро).
- Латинка
Система Хепберна: RO (ro).
Японська система: RO (ro).
JIS X 4063: ro
Айнська система: RO (ro).

### Інші системи передачі
- Шрифт Брайля:
| －● ●● －－ |
- Радіоабетка: РОма но РО (ローマのロ; «ро» Риму)
- Абетка Морзе: ・−・−